# Ђуринци
Ђуринци је насеље у Градској општини Сопот у Граду Београду. Према попису из 2022. било је 878 становника.

## Историја
Ђуринци је насеље новијег датума. Село је основано у првим десетинама 19. века. На месту данашњег села раније је била алија, која се помиње у „Списку од ових у Нахији Београдској налазећи се у години 1834.“ Из овога списка (чува се у Државној архива и, Београд) види се да је алија „величине содержавала у себе дужине и ширине по 1 сата, дужине и ½ сата ширине.“ У алији (Алија-спахиска земља која је после одласка Турака припадала Србима ) се налазило „ораће земље 83 дана, завата 12 дана, косанице 84 кос, винограда 26 мотика; остало је све жирородна гора; у луг зарастле земље нема“. „ На овој алији насељено је село Ђуринац, које се из 18 кућа састоји, и оно сву земљу зирати. Земља је полак питома. Спаији нико ништа плаћао није осим десетка. Речено село без ове алије бити не може, будући је на истој алији насељено“.
На ову алију први је дошао и са породицом се населио Војин Јелић, од кога су данашњи Војиновићи. Војин је дошао из Мокре (срез белопаланачки) и настанио најпре у долини Карличине, одакле се касније преселио на данашње место. (подаци крајем 1921. године).

Овде се налази Железничка станица Сопот Космајски.

## Демографија
У насељу Ђуринци живи 851 пунолетни становник, а просечна старост становништва износи 40,9 година (39,5 код мушкараца и 42,3 код жена). У насељу има 365 домаћинстава, а просечан број чланова по домаћинству је 2,98.
Ово насеље је у великим делом насељено Србима (према попису из 2002. године).
|  |

| Демографија | Демографија | Демографија |
| Година      | Становника  | Становника  |
| ----------- | ----------- | ----------- |
| 1948.       | 1.090       |             |
| 1953.       | 1.079       |             |
| 1961.       | 1.181       |             |
| 1971.       | 1.092       |             |
| 1981.       | 1.210       |             |
| 1991.       | 1.255       | 1.088       |
| 2002.       | 1.088       | 1.298       |

| Етнички састав према попису из 2002.‍ | Етнички састав према попису из 2002.‍ | Етнички састав према попису из 2002.‍ | Етнички састав према попису из 2002.‍ | Етнички састав према попису из 2002.‍ |
| ------------------------------------ | ------------------------------------ | ------------------------------------ | ------------------------------------ | ------------------------------------ |
|                                      |                                      |                                      |                                      |                                      |
| Срби                                 | Срби                                 |                                      | 1.041                                | 95,68%                               |
| Црногорци                            | Црногорци                            |                                      | 20                                   | 1,83%                                |
| Роми                                 | Роми                                 |                                      | 2                                    | 0,18%                                |
| Немци                                | Немци                                |                                      | 2                                    | 0,18%                                |
| Хрвати                               | Хрвати                               |                                      | 1                                    | 0,09%                                |
| Словенци                             | Словенци                             |                                      | 1                                    | 0,09%                                |
| Мађари                               | Мађари                               |                                      | 1                                    | 0,09%                                |
| Македонци                            | Македонци                            |                                      | 1                                    | 0,09%                                |
| непознато                            | непознато                            |                                      | 4                                    | 0,36%                                |

| Година пописа     | 1948. | 1953. | 1961. | 1971. | 1981. | 1991. | 2002. |
| ----------------- | ----- | ----- | ----- | ----- | ----- | ----- | ----- |
| Број домаћинстава | 203   | 208   | 273   | 281   | 326   | 338   | 365   |

| Број чланова      | 1  | 2  | 3  | 4  | 5  | 6  | 7  | 8 | 9 | 10 и више | Просек |
| ----------------- | -- | -- | -- | -- | -- | -- | -- | - | - | --------- | ------ |
| Број домаћинстава | 76 | 93 | 63 | 76 | 26 | 19 | 10 | 1 | 0 | 1         | 2,98   |

| Пол    | Укупно | Неожењен/Неудата | Ожењен/Удата | Удовац/Удовица | Разведен/Разведена | Непознато |
| ------ | ------ | ---------------- | ------------ | -------------- | ------------------ | --------- |
| Мушки  | 445    | 134              | 270          | 23             | 18                 | 0         |
| Женски | 458    | 88               | 266          | 89             | 15                 | 0         |
| УКУПНО | 903    | 222              | 536          | 112            | 33                 | 0         |

| Пол    | Укупно                    | Пољопривреда, лов и шумарство | Рибарство                            | Вађење руде и камена | Прерађивачка индустрија       |
| ------ | ------------------------- | ----------------------------- | ------------------------------------ | -------------------- | ----------------------------- |
| Мушки  | 182                       | 12                            | 0                                    | 0                    | 43                            |
| Женски | 116                       | 9                             | 0                                    | 0                    | 21                            |
| УКУПНО | 298                       | 21                            | 0                                    | 0                    | 64                            |
| Пол    | Производња и снабдевање   | Грађевинарство                | Трговина                             | Хотели и ресторани   | Саобраћај, складиштење и везе |
| Мушки  | 1                         | 35                            | 20                                   | 2                    | 33                            |
| Женски | 1                         | 2                             | 25                                   | 4                    | 8                             |
| УКУПНО | 2                         | 37                            | 45                                   | 6                    | 41                            |
| Пол    | Финансијско посредовање   | Некретнине                    | Државна управа и одбрана             | Образовање           | Здравствени и социјални рад   |
| Мушки  | 0                         | 6                             | 11                                   | 4                    | 3                             |
| Женски | 1                         | 7                             | 4                                    | 9                    | 20                            |
| УКУПНО | 1                         | 13                            | 15                                   | 13                   | 23                            |
| Пол    | Остале услужне активности | Приватна домаћинства          | Екстериторијалне организације и тела | Непознато            | Непознато                     |
| Мушки  | 3                         | 0                             | 0                                    | 9                    | 9                             |
| Женски | 2                         | 0                             | 0                                    | 3                    | 3                             |
| УКУПНО | 5                         | 0                             | 0                                    | 12                   | 12                            |

## Коришћена Литература
- Извор Монографија Подунавске области 1812-1927 објавјено (1927 г.)„Напредак Панчево“
- „Летопис“: Подунавска места и обичаји Марина (Беч 1999 г.). Летопис период 1812 – 2009 г. Саставио од Писаних трагова, Летописа, по предању места у Јужној Србији, места и обичаји настанак села ко су били Досељеници чиме се бавили мештани
- Напомена

У уводном делу аутор је дао кратак историјски преглед овог подручја од праисторијских времена до стварање државе Краљевине Срба, Хрвата и Словенаца. Највећи прилог у овом делу чине ,»Летописи« и трудио се да не пропусти ниједну важну чињеницу у прошлости описиваних места.